# چانگ میتونه دانک بزنه
چانگ میتونه دانک بزنه (به انگلیسی: Chang Can Dunk) یک فیلم درام و ورزشی آمریکایی محصول سال ۲۰۲۳ به نویسندگی و کارگردانی جینگی شائو در اولین فیلم بلند خود با بازی بلوم لی، دکستر داردن، بن وانگ، زوئی رنی، چیس لیفلد، اریک آنتونی لوپز و ماردی ما است. این فیلم یک داستان بچه‌های کم سن و سال است که شامل بسکتبال دبیرستانی و عزم شخصیت اصلی برای غلبه بر انتظارات است.

## داستان
یک نوجوان آسیایی-آمریکایی بنام چانگ که دیوانه وار عاشق بسکتبال است، می‌خواهد برای هنرنمایی و رسیدن به دختر مورد علاقه‌اش دانک زدن را یاد بگیرد. او در این مسیر به شناخت بیشتری درباره خودش، دوستان صمیمی و مادرش می‌رسد.

## ساخت
در ابتدا اعلام شد که تولید در اکتبر ۲۰۲۱ آغاز می‌شود، فیلمبرداری اصلی زودتر از موعد مقرر در سپتامبر همان سال آغاز شد. صحنه‌ها از ۲۲ اکتبر ۲۰۲۱ در دبیرستان فرانک اسکات بانل در استراتفورد، کنتیکت فیلمبرداری شدند. فیلمبرداری همچنین به مدت یک ماه و نیم در دبیرستانی در استمفورد، کنکتیکت انجام شد. تا ۲ دسامبر ۲۰۲۱، فیلمبرداری به پایان رسید.

## انتشار
این فیلم به‌طور انحصاری به عنوان یک فیلم اصلی دیزنی پلاس در ۱۰ مارس ۲۰۲۳ منتشر شد.

## بازخوردها
- در وب‌سایت جمع‌آوری نقد راتن تومیتوز از ۲۱ بررسی منتقدان با میانگین امتیاز ۶٫۸ از ۱۰ مثبت است.[۶]
- در متاکریتیک، این فیلم بر اساس نقد پنج منتقد، با میانگین وزنی ۷۷ از ۱۰۰ را کسب کرده است که نشان‌دهنده «نقدهای عموماً مطلوب» است.[۷]
- جینگی شائو یکی از ده کارگردانی بود که در جشنواره بین‌المللی فیلم پام اسپرینگز به‌خاطر سهمش در این فیلم از او تجلیل شد.[۸][۹][۱۰]